# سوق حجر اليمامة التاريخي
سوق حجر التاريخي يقع في إقليم اليمامة (وسط السعودية حالياً)، وكانت العرب تقصدها للتبادل التجاري والإقتصادي منذ ما قبل الإسلام.

## الموقع
يتميز الموقع الجغرافي لمدينة حجر بأنها تمر بها الطرق التجارية البرية التي تربط اليمامة بالأقاليم الأخرى مثل إقليم البحرين، والحجاز، وعمان وإقليم اليمن (جنوب مكة). وهو ما ساعد سكانها على بناء علاقات تجارية مع هذه الأقاليم، إذ أصبحت مقصدا للقوافل التجارية القادمة إليها لنقل الحبوب والتمور من اليمامة إلى الحجاز. حيث يقع السوق في مدينة حجر وهي مسكن لبني عبيد من بني حنيفة.

## وقت الإقامة
يُقام السوق سنوياً لمدة عشرة أيام ما بين 10 إلى آخر محرم.

## عن السوق
كانت العرب تقصد السوق لتبادل البضائع المختلفة والمفاخرة والشعر ومجالس الأدب.

## السوق في عهد النبي
روى ابن حبيش عن رجل من قبيلة طيء كانت له صحبة مع الرسول صلى الله عليه وسلم كان قدم إلى سوق حجر في اليمامة لبيع إبل له، فباعها واشترى طعامًا لأهله.

## ذكرها
ذكر سوق حجر اليمامة في أحاديث الأدب والأخبار لأنها دار الشاعر جرير بن الخطفي، كما كان ينزلها ذو الرمة. كما ذكروا أن عمران بن حطان هرب من الحجاج إلى اليمامة فنزل بحجر. كما روى أبو الفرج الأصفهاني (ت 356هـ) أيضًا بسنده عن علي بن شفيع قال: (إني لواقف بسوق حَجْر، إذ أنا برجل من هيئته وحاله عليه مقطعات خَزٍّ، وهو على نجيب مهري، عليه رحل لم أر قط أحسن منه، وهو يقول: من يفاخرني من ينافرني ببني عامر بن صعصعة فرسانًا وشعراء وعددًا وفعالاً؟ قلت: أنا، قال: بمن؟ قلت: ببني ثعلبة بن عكابة بن صعب بن علي بن بكر بن وائل، فقال: أما بلغك أن رسول الله صلى الله عليه وسلَّم نهى عن المنافرة؟ ثم ولى هاربًا، قلتُ: من هذا؟ قيل: عبد العزيز بن زرارة بن جزء بن سفيان [كذا] الكلابي) انتهى.
كان مجلس الشاعر الشهير جرير في سوق حجر التاريخي حيث كان يوما جالسا بفناء داره في حجر فإذا راكب أقبل فقال له جرير: من أين وضح الراكب؟ قال من البصرة، فسأله عن الخبر فأخبره بموت الفرزدق فقال: هلك الفرزدق فقال: هلك الفرزدق بعدما جدعته .. ليت الفرزدق كان عاش قليلا.
فقال له المهاجر: "بئس ما قلت، أتهجو ابن عمك بعدما مات؟! لو رثيته كان أحسن بك! ". ففكر قليلا ثم قال: "والله إني لأعلم أن بقائي بعده لقليل، وإن كان نجمي ليوافق نجمه، أفلا أرثيه ... " فقيل له: "لو كنت بكيته ما نسيتك العرب".
ثم قال جرير من أبيات يرثيه:
فلا ولدت بعد الفرزدق حامل ... ولا ذات بعل من نفاس تبلت
هو الوافد المأمون والواثق الرضى ... إذا النعل يوما بالعشيرة زلت
وخلال عهد الخليفة الأموي الوليد بن عبد الملك، هجا البعيث بطنا من باهلة يقال لهم بنو أصخب فشكوه إلى إبراهيم بن عدي عامل الوليد، فضربه بالسياط وطيف به في سوق حجر.
فقال عنه جرير:
لئن هجوت "بني صخب" لقد تركوا ... للأصبحية في جنبيك آثارا
قوم هم القوم لو عاد الزبير بهم ... لم يسلموه وزادوا الحبل إمرارا 

## أعمال السوق
قد أدى التنوع السكاني فيها إلى ازدهار النشاط التجاري والصناعي، وإضافه إلى ازدهار النشاط التجاري الذي كان بارزًا في سوق حجر ازدهرت الصناعات المعدنية مثل أسنة الرماح، فيذكر أبو حنيفة أن حدائد حجر مقدمة في الجودة، ووصف الفقيه عيسى بن أبان بن صدقة صناع اليمامة بأنهم يربون الملاقيط كناية عن دقتهم في الحرف المعدنية واشتهرت حجر بصناعة النبال والسهام والأقواس.
قال الشاعر عبادة بن البراء الذي سجن في حجر:
ذكرتك والحداد يقفل قيده .. على الساق من عوجاء عار كعوبها.

## التعاملات المالية
كتب عبد الله بن محمد السيف في بحثه عن سوق حجر في اليمامة أن التعاملات المالية كانت بالدينار والدرهم والمقايضة ووحدات الكيل والوزن والقياس مثل: الصاع والمد والفرق والوسق والذراع.

## توقف السوق
ذكر سعيد الأفغاني في كتابه أسواق العرب أن السوق توقفت نهاية عصر الدولة الأموية.

## السوق حاليًا
ذكر المؤرخ والباحث السعودي عبد الله بن محمد الشايع في كتابه (بين اليمامة وحجر اليمامة) موضع سوق حجر الحالي حيث قال: اتضح لي أن ما يسمى الآن سوق المقيبرة وما جاوره من الشمال هو سوق حجر اليمامة القديم، وإنه لمن الأمور المثيرة للدهشة أن يبقى هذا السوق من العصر الجاهلي وصدر الإسلام إلى يومنا هذا هو محل البيع والشراء، فعندما قامت مدينة الرياض على موقع حجر اليمامة بقي هذا السوق على ما هو عليه، فامتدت المدينة من حوله من جميع الجهات.